# Douglas A-1 Skyraider
El Douglas A-1 "Skyraider" fou un avió d'atac a terra monoplaça embarcat. S'utilitzà de manera efectiva durant la Guerra de Corea i la Guerra del Vietnam. Encara que als anys 50 ja era considerat obsolet, tingué un llarg servei operatiu fins a principis dels anys 80.

## Història
El Skyraider fou presentat com a avió d'atac a terra monoplaça embarcat, de gran autonomia i amb capacitat d'actuar com a torpeder o bombarder en picat per a succeir als més antics Avenger i Helldiver. El seu disseny li permetia portar un gran pes en armes, i la seva autonomia era superior als reactors més moderns i veloços, de manera que tingué un període de servei més llarg de l'esperat. A diferència dels caces P-51 Mustang i F4U Corsair modificats per a actuar com a avions d'atac a terra, el Skyraider estava dissenyat per ser-ho. Estava molt millor blindat, i tenia més capacitat armamentística, de manera que, a partir de la Guerra de Corea, va començar a succeir als Corsair i Mustang adaptats per aquest rol.

### Guerra de Corea

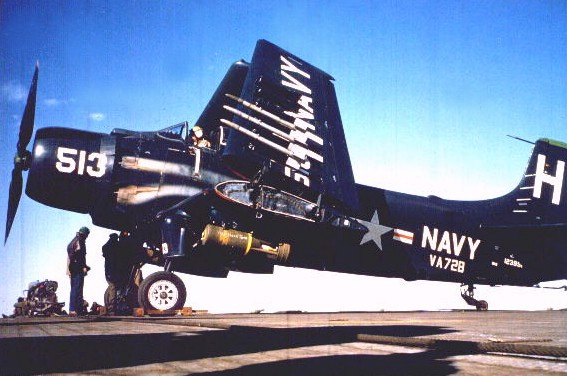
Skyraider a bord de l'USS Antietam durant la Guerra de Corea, c.1951.

El Skyraider va entrar en acció en un conflicte per primer cop durant la Guerra de Corea, i aviat es convertí en la columna vertebral de la capacitat d'atac a terra aeri embarcat dels Estats Units. Durant la Guerra de Corea, el Skyraider fou operat per la USN i els USMC. Era conegut com "l'avió blau" per les tropes enemigues, ja que generalment eren pintats de color blau. Es van perdre 128 durant la guerra, molts d'ells a causa d'accidents durant l'aterratge a portaavions.

### Guerra del Vietnam
Quan els Estats Units van entrar a la Guerra del Vietnam, l'A-1 Skyraider continuava sent l'avió d'atac a terra embarcat estàndard de la Marina, encara que es planejava que fos succeït gradualment pel reactor A-6A Intruder. En ser un avió considerat obsolet per a l'època, ja que utilitzava un motor radial en comptes d'un motor de reacció, era denominat pels pilots com a "Spad", en referència a la sèrie d'avions francesos de la Primera Guerra Mundial. El Skyraider va efectuar diferents tipus de missions a Vietnam: operacions de salvament, suport aeri proper i control aeri avançat. El Skyraider va acreditar nombroses victòries durant la guerra, per exemple, el desembre del 1964, Skyraiders de la USAAF van infligir més de 400 baixes i reclamaren la destrucció d'una companyia regional a prop de Long My. A l'Agost del 1965, els Skyraider començaren a ser utilitzats per a missions de rescat de pilots aliats abatuts. Els Skyraider volaven directament cap a la zona d'exploració general i buscaven algun senyal del pilot. Generalment, els Skyraider escortaven un helicòpter cap a la zona on el pilot havia sigut abatut, i si es considerava que els helicòpters estaven en una zona hostil, obrien foc amb els seus canons de 20 mm, bombes o coets per eliminar les defenses enemigues i permetre l'aterratge de l'helicòpter.

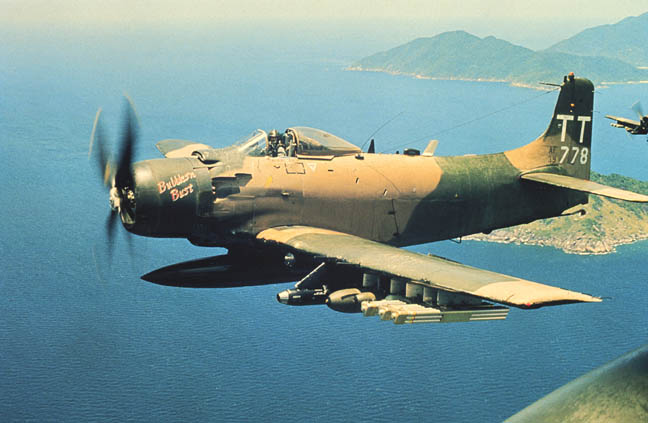
Skyraider sobre Vietnam, 1970.

La gesta més coneguda del Skyraider és, probablement, l'ocorreguda el Juny del 1965. Quatre Skyraiders del portaavions USS Midway es trobaven enmig d'una missió de salvament quan, de sobte, foren interceptats per dos MiG-17. Els Skyraider es llançaren en picat i començaren a realitzar maniobres defensives just a sobre de la copa dels arbres. Durant cinc minuts de combat aeri, els quatre pilots Estatunidencs van intentar escapolir-se dels MiGs, fins que, un d'ells, va aconseguir abatre un MiG amb els seus canons de 20 mm. Posteriorment, el segon MiG va fugir.
El 1960, els Estats Units van transferir Skyraiders cap a la Força Aèria Sudvietnamita, suplint els més antics F8F Bearcats. A més, França i el Regne Unit es van fer amb algunes unitats de Skyraiders.

## Especificacions (A-1H Skyraider)
Dades de Douglas Aircraft

### Característiques generals
- Tripulació: Un

- Llargada: 11.84 m

- Amplada: 15.25 m

- Alçada: 4.78 m

- Superfície alar: 37.19 m²

- Pes en buit: 5,429 kg

- Pes amb armament: 8,213 kg

- Pes màxim d'enlairament: 11,340 kg

- Motor: 1 × motor radial Wright R-3350-26WA de 2,000 kW

### Característiques de vol
- Velocitat màxima: 280 kn, 518 km/h a 5,500 m

- Velocitat de creuer: 172 kn, 319 km/h

- Autonomia: 2,115 km

- Sostre: 8,685 m

- Velocitat d'ascens: 14.5 m/s

- Pes alar màxim: 220 kg/m²

Potència/massa: 250 W/kg

### Armament
- Canons: 4 × canons M2 de 20 mm

- Altres: Fins a 3600 kg d'armes en 15 beines incloent bombes, torpedes, dispersadors de mines i coets no guiats.